# Афания
Афа̀ния (на гръцки: Αφάνεια; на турски: Gaziköy) е село в Кипър, окръг Фамагуста. Според статистическата служба на Северен Кипър през 2011 г. селото има 713 жители.
Де факто е под контрола на непризнатата Севернокипърска турска република.